# Trần Công Tường
Trần Công Tường (1915 - 1990) là luật sư, Thứ trưởng Bộ Tư pháp Việt Nam trong Chính phủ đầu tiên của nước Việt Nam Dân chủ Cộng hòa, Quyền Chánh án Tòa án nhân dân Tối cao, Chủ nhiệm Ủy ban Pháp chế của Hội đồng Bộ trưởng.

## Tiểu sử
Trần Công Tường là con thứ tư của cụ Trần Công Kỉnh, hương cả làng Vĩnh Thạnh, tổng Hòa Đồng Hạ, tỉnh Gò Công (nay là tỉnh Tiền Giang) trong những năm 1920. Cụ Trần Công Kỉnh là người giàu lòng nhân nghĩa.
Các con trai của cụ Kỉnh đều thành đạt.
Ông Trần Công Đăng là bác sĩ nổi tiếng ở Gò Công, có uy tín và tận tâm giúp đỡ người nghèo. Năm 1958, chính quyền Ngô Đình Diệm mời ông ra làm Thứ trưởng bộ y tế nhưng ông từ chối, vẫn sống và làm việc ở Gò Công, luôn ủng hộ kháng chiến.
Ông Trần Công Vệ học giỏi nhất trường tỉnh Gò Công. Khi lên học ở Mỹ Tho vào năm 1930, ông đã tham gia tổ chức Thanh niên Cộng sản trong chi bộ của Phạm Hùng.
Xuất sắc nhất là người con thứ tư Trần Công Tường.

## Học luật và hoạt động cách mạng.
Thuở nhỏ, Trần Công Tường thường được theo cha đi dự những kỳ cúng giỗ Trương Định bí mật, nghe những chuyện thời sự yêu nước. Khi đi học ở trường tỉnh, ông luôn được xếp thứ nhất.
Lên Sài Gòn, học trường Pháp, ông chọn những môn khó nhất như: Lịch sử cổ điển châu Âu bằng tiếng cổ Hy Lạp, cổ La tinh và luôn được xếp đầu bảng. Ông đỗ tú tài Pháp rất dễ dàng. Học trường Tây mà giỏi hơn Tây, ông đã thực hiện được lời cha dạy, không để Tây coi thường người Việt.
Năm 1936, Trần Công Tường ra Hà Nội học trường Luật, chung một lớp với Võ Nguyên Giáp. Thấy Trần Công Tường là người Nam bộ, thông minh, yêu nước, có tư tưởng tiến bộ, dần dần Võ Nguyên Giáp kết thân và cho biết mình vừa học Luật, vừa dạy học ở trường tư Thăng Long, là đảng viên Đảng Cộng sản Đông Dương và đang hoạt động cho Đảng. Theo hướng dẫn của Võ Nguyên Giáp, Trần Công Tường tham gia vào các hoạt động của Đảng.
Ban đầu, Trần Công Tường hoạt động trong giới sinh viên và viết báo Le Travail của Đảng. Năm 1937, khi trở về Sài Gòn, Trần Công Tường tham gia nhóm trí thức tiến bộ Văn Lang do bác sĩ Phạm Ngọc Thạch chủ trương.
Những năm 1937-1940, Trần Công Tường học đại học văn học và chính trị tại Paris. Trong những năm 1940-1945, luật sư Trần Công Tường đã tích cực bênh vực quyền lợi của các chiến sĩ cách mạng và quần chúng yêu nước tại các tòa án ở Sài Gòn, Mỹ Tho, Bến Tre, Đà Lạt, Vĩnh Long, Đà Nẵng...
Năm 1945, luật sư Trần Công Tường tham gia phong trào Thanh niên Tiền phong ở Nam bộ, làm Chủ tịch Hội Trí thức và Công chức cứu quốc Nam bộ.

## Tham gia chính quyền cách mạng
Trong Cách mạng Tháng 8-1945, luật sư Trần Công Tường đã tiếp thu các cơ sở tư pháp tại Sài Gòn, được cách mạng cử làm Giám đốc Tư pháp Nam bộ và Tổng Chưởng lý Nam bộ. Sau ngày 23-9-1945, ông tham gia kháng chiến chống Pháp tại Nam bộ.
Ngày 6-1-1946, cùng với nhà cách mạng Nguyễn Văn Côn, luật sư Trần Công Tường được bầu làm Đại biểu Quốc hội tỉnh Gò Công và được Trung ương triệu tập ra Hà Nội làm việc. Tháng 6-1946, ông được kết nạp Đảng và được cử làm Bí thư Đảng đoàn Bộ Tư pháp.
Tháng 11-1946, ông được cử làm Thứ trưởng Bộ Tư pháp Việt Nam, tham gia các đoàn đàm phán với phái đoàn Pháp tại Việt Nam.
Trong những năm kháng chiến chống Pháp và chống Mỹ, luật sư Trần Công Tường được Chủ tịch Hồ Chí Minh và Chính phủ giao nhiều trọng trách trong các hội nghị quốc tế, ông luôn là một trợ lý đắc lực về tư pháp của Chủ tịch Hồ Chí Minh. Ông là thành viên đoàn Việt Nam tham dự hội nghị Genève 1954 về Đông Dương, phụ trách phần chính trị, soạn dự thảo Tuyên bố chung của hội nghị.
Từ tháng 5 năm 1958 đến tháng 5 năm 1959 ông giữ chức vụ Phó Chánh án Tòa án nhân dân tối cao Việt Nam, Quyền Chánh án Tòa án nhân dân tối cao Việt Nam.
Năm 1961-1962, ông là Ủy viên Đoàn đại diện Chính phủ Việt Nam Dân chủ Cộng hòa tại Hội nghị Genève về Lào. Năm 1968-1972, ông là ủy viên Đoàn đại diện Chính phủ Việt Nam Dân chủ Cộng hòa ở Hội nghị Paris về Việt Nam.
Ông là đại diện của Việt Nam tham gia các hội nghị của Hội Luật gia Dân chủ quốc tế và Hội nghị Luật gia thế giới về Việt Nam, tranh thủ sự ủng hộ của các luật gia trên thế giới ủng hộ cho chính nghĩa Việt Nam.
Năm 1971 ông là Ủy viên Ủy ban Dự án pháp luật của Quốc hội ,
Từ năm 1972 khi Chính phủ thành lập Ủy ban Pháp chế, luật sư Trần Công Tường làm Chủ nhiệm Ủy ban Pháp chế cho đến năm 1978. Người kế nhiệm ông là ông Nguyễn Ngọc Minh.

## Cuối đời
Ông nghỉ hưu năm 1980 nhưng ông vẫn làm việc và nghiên cứu. Ông thường động viên các con làm việc và tiếp tục học tập. 
Ông được Nhà nước tặng thưởng Huân chương Hồ Chí Minh, Huân chương Độc lập hạng nhất. Năm 1990, ông qua đời.